# ایلمار اویاسه
ایلمار اویاسه (استونیایی: Ilmar Ojase؛ زادهٔ ۶ ژوئیهٔ ۱۹۷۳) شناگر اهل استونی است. وی در بازی‌های المپیک تابستانی ۱۹۹۲ شرکت کرده است.